# Bart D. Ehrman
Bart Denton Ehrman (ur. 5 października 1955 w Lawrence) – profesor Uniwersytetu Karoliny Północnej w Chapel Hill, na Wydziale Religioznawstwa, amerykański krytyk tekstu Nowego Testamentu, autor bestsellerów. W młodości był fundamentalistą chrześcijańskim, później stał się agnostykiem.

## Wykształcenie i praca zawodowa
Ehrman jest absolwentem Wheaton College (Illinois). W 1985 obronił z wyróżnieniem pracę doktorską w Seminarium Teologicznym w Princeton. Od 1988 – po czterech latach nauczania na Uniwersytecie Rutgersa (w New Jersey) – pracuje na Wydziale Religioznawstwa Uniwersytetu Karoliny Północnej w Chapel Hill, pełniąc między innymi w latach 2000–2006 funkcję dyrektora tego wydziału.
W swoich książkach często wspomina swój młodzieńczy chrześcijański fundamentalizm, który wykształcił w nim wiarę w to, że słowa Biblii są natchnione przez Boga i chronione przez niego od jakichkolwiek błędów. Jego późniejsze studia ostatecznie doprowadziły go do wniosku, że rękopisy biblijne zawierają wiele błędów wynikłych z procesu ręcznego kopiowania tekstów w pierwszych wiekach n.e. Przez 15 lat uważał siebie za liberalnego chrześcijanina, później po zmaganiach z problemem filozoficznym zła i cierpienia stał się agnostykiem.
Domeną jego pracy naukowej są kwestie dotyczące Jezusa historycznego, apokryfów z okresu wczesnego chrześcijaństwa oraz okresu ojców Kościoła, a także tradycja rękopisów Nowego Testamentu. Jest badaczem wspierającym hipotezę Jezusa jako proroka apokaliptycznego. Napisał ponad trzydzieści książek, wiele artykułów naukowych i kilkadziesiąt recenzji książek.
Wśród jego książek znajdują się między innymi: grecko-angielskie wydanie Ojcowie Kościoła w serii Loeb Classical Library (Harvard University Press), opracowanie dotyczące nowo odkrytej Ewangelii Judasza pod nazwą The Lost Gospel of Judas Iscariot (Oxford University Press), a także 5 pozycji będących na liście bestsellerów gazety „The New York Times”: Jesus Interrupted (przegląd najnowszych badań naukowych dotyczących Nowego Testamentu), God's Problem (praca na temat cierpienia w Biblii), Misquoting Jesus (popularnonaukowe ujęcie problematyki tworzenia kopii tekstu Nowego Testamentu), Forged: Why the Bible’s Authors are Not Who We Think They Are i How Jesus Became God. Książki Barta D. Ehrmana zostały przetłumaczone na dwadzieścia siedem języków i sprzedane w ponad 2 mln egzemplarzy.
Jednym z jego najważniejszych dzieł jest The Orthodox Corruption of Scripture (1996, 2011).

## Odbiór

### Osiągnięcia
Ehrman jest laureatem J. W. Pope „Spirit of Inquiry” Teaching Award (2009), Undergraduate Student Teaching Award (1993), Phillip and Ruth Hettleman Prize – za osiągnięcia artystyczne i naukowe (1994) oraz Bowman and Gordon Gray Award – za znakomite nauczanie (1998-2001).
Książka Ehrmana „New Testament: A Historical Introduction to the Early Christian Writings” jest powszechnie używana na amerykańskich college'ach i uniwersytetach.
Ehrman wystąpił w amerykańskich edycjach kanałów telewizyjnych History, National Geographic, Discovery Channel, A&E, Dateline NBC, CNN oraz w radiu publicznym Fresh Air. Jego publikacje omawiano na łamach Time'a, Newsweeka, The New York Times, The New Yorker i The Washington Post.

### Krytyka
Ehrman jest krytykowany przez innych uczonych za brak obiektywizmu. Należy jednak wziąć pod uwagę, że większość niżej wymienionych krytyków Barta Ehrmana to konserwatywni, ewangelikalni teolodzy i bibliści, którzy nie są reprezentatywni dla całego mainstreamu badaczy Nowego Testamentu. Przeważająca ich część jest związana z konserwatywnymi, ewangelikalnymi seminariami (Andreas J. Köstenberger – Southern Baptist Theological Seminary, Daniel Wallace – Dallas Theological Seminary, Craig Bloomberg – Denver Seminary) lub prowadzi działalność wybitnie apologetyczną jak np. Joshua Chatraw (jeden z twórców centrum apologetycznego „Center for Apologetics and Cultural Engagement” na Liberty University w Lynchburgu, USA).
Daniel Wallace uważa Ehrmana nie tylko za jednego z wiodących amerykańskich krytyków tekstu, ale również za jednego z najbardziej błyskotliwych i kreatywnych, jakich kiedykolwiek znał. Mimo to, zarzuca on mu brak obiektywizmu w niektórych kwestiach. Wallace wytyka Ehrmanowi, że pomimo iż jest świadomy tego, że większość wariantów tekstowych jest nieistotna, to jednak jego popularne publikacje sprawiają wrażenie, że warianty te istotnie utrudniają dotarcie do oryginalnego tekstu Nowego Testamentu. Wallace zarzucił również, że część jego analiz gramatycznych jest błędna, chociaż przyznaje, że niektóre współczesne tłumaczenia je uwzględniły. Jego zdaniem Ehrman stosuje inną miarę dla rękopisów Nowego Testamentu, a inną w odniesieniu do innych dzieł starożytnych.
Andreas J. Köstenberger, Darrell L. Bock oraz Josh D. Chatraw krytykują Ehrmana za sposób, w jaki w książce Jesus, Interrupted powołuje się na „współczesny naukowy konsensus”, za pisanie, że jego poglądy są „chlebem powszednim” (ang. standard fare) i uznawane przez „wszystkich jego najbliższych znajomych” oraz „szeroko akceptowane wśród uczonych Nowego Testamentu” oraz „szeroko nauczane w seminariach i na wydziałach teologii”. Według tych krytyków, mówiąc o konsensusie ma na myśli tylko tych uczonych, którzy wyrażają poglądy zgodne z nim samym. Chatraw ocenił, że Ehrman w książce Jesus, Interrupted rzadko przedstawia najlepsze argumenty za odmiennymi stanowiskami.
Craig Blomberg zarzucił Ehrmanowi, że w książce Misquoting Jesus zawyża liczbę jak i znaczenie wariantów tekstowych Nowego Testamentu, cytując następujący fragment z książki Ehrmana: 

Uczeni znacząco różnią się w swoich oszacowaniach — niektórzy mówią, że jest 200.000 znanych wariantów, inni mówią 300.000, jeszcze inni 400.000 lub więcej! Nie wiemy na pewno, ponieważ, pomimo imponującego rozwoju technik komputerowych, nikt jeszcze nie był w stanie ich wszystkich policzyć. Być może, tak jak zasygnalizowałem wcześniej, najlepiej kwestię tę przedstawić w sposób porównawczy. Więcej jest wariantów pomiędzy manuskryptami niż słów w Nowym Testamencie.

 Ponadto, zdaniem Blomberga, twierdzenia jakoby kanon biblijny utworzony został z przyczyn politycznych są nieuzasadnione.
Gordon D. Fee zarzucił, że Ehrman zbyt często możliwość zamienia na prawdopodobieństwo, a prawdopodobieństwo na pewność, w sytuacji gdy inne wytłumaczenia na powstanie danego wariantu też są możliwe.
Ehrmana krytykował też Robert M. Price i Tommy Wasserman.

## Publikacje

### Książki wydane w Polsce
- Prawda i fikcja w „Kodzie Leonarda Da Vinci”, Poznań: Dom Wydawniczy „Rebis”, 2005. ISBN 83-7301-719-4
- Przeinaczanie Jezusa: kto i dlaczego zmieniał Biblię, Warszawa: Wydawnictwo CiS, 2009. ISBN 978-83-85458-27-2; wyd. II popr., 2024. ISBN 978-83-61710-41-7
- Naśladowcy Jezusa: prawda i fałsz – Piotr, Paweł i Maria Magdalena, Warszawa: Demart, 2010. ISBN 978-83-7427-541-5
- Nowy Testament: Historyczne wprowadzenie do literatury wczesnochrześcijańskiej, Warszawa: Wydawnictwo CiS, 2014. ISBN 978-83-61710-12-7
- Fałsz. Kto pisał w imieniu Boga i dlaczego autorzy Biblii nie są tymi, za których ich mamy, Warszawa: Wydawnictwo Filtry, 2024. ISBN 978-83-68180-13-8

### Książki anglojęzyczne
- Bart D. Ehrman, The Triumph of Christianity: How a Forbidden Religion Swept the World Hardcover (2018) ISBN 978-1-5011-3670-2
- Bart D. Ehrman, Jesus Before the Gospels: How the Earliest Christians Remembered, Changed, and Invented Their Stories of the Savior (2016) ISBN 978-0-06-228522-5
- Bart D. Ehrman: How Jesus Became God: The Exaltation of a Jewish Preacher from Galilee. HarperOne, 2014. (ang.). Brak numerów stron w książce (bestseller)
- Bart D. Ehrman: The Lost Gospels: Accounts of Jesus from Outside the New Testament. Oxford University Press, 2014. (ang.). Brak numerów stron w książce
- Bart D. Ehrman: The Bible: A Historical and Literary Introduction. Oxford University Press, 2013. (ang.). Brak numerów stron w książce
- Bart D. Ehrman: Forgery and Counterforgery: The Use of Literary Deceit in Early Christian Polemics. Oxford University Press, 2012. (ang.). Brak numerów stron w książce
- Bart D. Ehrman: Did Jesus Exist?: The Historical Argument for Jesus of Nazareth. HarperOne, 2012. (ang.). Brak numerów stron w książce
- Bart D. Ehrman: The Apocryphal Gospels: Texts and Translations. Oxford University Press, 2011. (ang.). Brak numerów stron w książce
- Bart D. Ehrman: Forged: Writing in the Name of God. Why the Bible’s Authors Are Not Who We Think They Are. HarperOne, 2011. (ang.). Brak numerów stron w książce (bestseller)
- Bart D. Ehrman: Jesus, Interrupted: Revealing the Hidden Contradictions in the Bible (And Why We Don’t Know About Them). HarperOne, 2009. (ang.). Brak numerów stron w książce
- Bart D. Ehrman: God’s Problem: How the Bible Fails to Answer our Most Important Question — Why We Suffer. HarperOne, 2008. (ang.). Brak numerów stron w książce (bestseller)
- Bart D. Ehrman: The Lost Gospel of Judas Iscariot: Betrayer and Betrayed Reconsidered. Oxford University Press, 2006. (ang.). Brak numerów stron w książce
- Bart D. Ehrman: Studies in the Textual Criticism of the New Testament. New Testament Tools and Studies. E.J. Brill, 2006. (ang.). Brak numerów stron w książce
- Bart D. Ehrman: Peter, Paul, and Mary Magdalene: The Followers of Jesus in History and Legend. Oxford University Press, 2006. (ang.). Brak numerów stron w książce
- Bart D. Ehrman: Misquoting Jesus: The Story Behind Who Changed the Bible and Why. HarperSanFrancisco, 2005. (ang.). Brak numerów stron w książce
- Bart D. Ehrman, Bruce Metzger: The Text of the New Testament: Its Origin, Corruption, and Restoration. Oxford University Press, 2005. (ang.). Brak numerów stron w książce
- Bart D. Ehrman: Truth and Fiction in the DaVinci Code: A Historian Reveals What We Can Really Know about Jesus. 2004. (ang.). Brak numerów stron w książce
- Bart D. Ehrman: Mary, and Constantine. Oxford University Press, 2004. (ang.). Brak numerów stron w książce
- Bart D. Ehrman: A Brief Introduction to the New Testament. Oxford University Press, 2004. (ang.). Brak numerów stron w książce
- Bart D. Ehrman, Andrew Jacobs: Christianity in Late Antiquity: A Reader. Oxford University Press, 2004. (ang.). Brak numerów stron w książce
- Bart D. Ehrman: Lost Christianities: The Battles for Scripture and the Faiths We Never Knew. Oxford University Press, 2003. (ang.). Brak numerów stron w książce
- Bart D. Ehrman: Lost Scriptures: Books That Did Not Become the New Testament. Oxford University Press, 2003. (ang.). Brak numerów stron w książce
- Bart D. Ehrman: The Apostolic Fathers. Harvard University Press, 2003. (ang.). Brak numerów stron w książce
- Bart D. Ehrman: Jesus: Apocalyptic Prophet of the New Millennium. Oxford University Press, 1999. (ang.). Brak numerów stron w książce
- Bart D. Ehrman: After the New Testament: A Reader in Early Christianity. Oxford University Press, 1998. (ang.). Brak numerów stron w książce
- Bart D. Ehrman: The New Testament and Other Early Christian Writings. Oxford University Press, 1998. (ang.). Brak numerów stron w książce
- Bart D. Ehrman: The New Testament: A Historical Introduction to the Early Christian Writings. Oxford University Press, 1997. (ang.). Brak numerów stron w książce
- Bart D. Ehrman: The Text of the New Testament in Contemporary Research: Essays on the Status Quaestionis. Studies and Documents. Eerdmans, 1995. (ang.). Brak numerów stron w książce
- Bart D. Ehrman: The Orthodox Corruption of Scripture: The Effect of Early Christological Controversies on the Text of the New Testament. Oxford University Press, 1993. (ang.). Brak numerów stron w książce
- Bart D. Ehrman, Gordon Fee, Michael Holmes: The Text of the Fourth Gospel in the Writings of Origen. Scholars Press, 1992. (ang.). Brak numerów stron w książce
- Bart D. Ehrman: Didymus the Blind and the Text of the Gospels. Scholars Press, 1986. (ang.). Brak numerów stron w książce